# Aileen Rigginová
Aileen Muriel Rigginová (2. května 1906 Newport, Rhode Island, USA — 19. října 2002 Honolulu, Havaj) byla americká reprezentantka ve skocích do vody.
Na Letních olympijských hrách 1920 v Antverpách vyhrála premiérovou soutěž ve skocích z prkna a ve čtrnácti letech se stala nejmladší olympijskou vítězkou (tento rekord překonala v roce 1936 její krajanka Marjorie Gestringová, závodící ve stejné disciplíně). Byla také nejmenší olympijskou vítězkou: měřila 140 cm a vážila 29 kg. V soutěži ve skocích z věže obsadila páté místo. Na Letních olympijských hrách 1924 v Paříži obsadila druhé místo ve skocích z věže a byla třetí v plavání na 100 metrů znak. Je také čtyřnásobnou mistryní USA ve skocích do vody a dvojnásobnou v plavecké štafetě. V roce 1926 ukončila amatérskou kariéru, procestovala svět se svou plaveckou exhibicí a natáčela podvodní filmy s Grantlandem Ricem, pracovala také jako sportovní novinářka. Provdala se a přijala jméno Aileen Souleová, s manželem žila od roku 1957 na Havaji. Plavání se věnovala i ve vysokém věku, vytvořila světový rekord v kategorii nad 90 let.